# Cesta na měsíc (film, 2015)
Cesta na měsíc (španělsky Atrapa la bandera) je 3D počítačově animovaná filmová komedie z roku 2015 od španělské společnosti Lightbox Entertainment, kterou režíroval Enrique Gato.

## Děj
Šílený texaský milionář Richard Carson, odhodlaný vymazat výkon astronautů Apolla 11 a jejich slavné první kroky na Měsíci z historických knih, chce kolonizovat satelit a prozkoumat jeho přírodní zdroje. Nezastaví ho ani NASA, ani prezident Spojených států, ale Mike Goldwing, 12letý chlapec, s pomocí svého dědečka, zkušeného astronauta, své přítelkyně Amy a chameleona.

## Obsazení
| Dani Rovira     | Richard Carson    |
| Michelle Jenner | Amy González      |
| Camillo García  | Frank Goldwing    |
| Xavier Cassan   | Bill Gags         |
| Oriol Tarrago   | Igor              |
| Carme Calvell   | Mike Goldwing     |
| Javier Balas    | Marty Farr        |
| Toni Mora       | Scott Goldwing    |
| Marta Barbara   | Samantha Goldwing |